# Al Zarqa
Al Zarqa (in arabo الزرقا‎?, al-Zarqā) è una città dell'Egitto di 30 000 abitanti del Governatorato di Damietta.